# 乳山市
乳山市（普通话：/ʐu˨˩˦ ʂan˥ ʂɿ˥˩/、汉语拼音：、胶辽官话：/y˨˩˦ ʂan˨ ʂɿ˦/）是中国山东省威海市下辖的一个县级市，地处山东半岛东南部，西与烟台市海阳市接壤，东与文登区相邻，北依烟台市牟平区，南濒黄海。乳山市总面积为1668平方公里。黄海之滨的大乳山海拔216.6米，山形似女性的一邊乳房，秀出海天，陆地海上一望而知，是显著的地标景观。乳山市因此而得名。市人民政府駐城区街道胜利街。

## 地理
乳山市位于胶东半岛的东南部，地处北纬36°41′～37°08′、东经121°11′～121°51′。境内最高山峰是垛山，又名发云山，海拔612.6米；最长河流是乳山河，旧名垛河，全长65公里，向南流入黄海。乳山市三面环山，南面黄海，山区盛产黄金等金属矿产，沿海蜿蜒20公里的银白沙滩，素有“金岭银滩”的美称。乳山市交通便利，济威铁路、309国道和青威高速公路贯穿全境，距离青岛市、烟台市、威海市的车程均在1.5小时以内。南部海岸线全长185.6公里，海岸曲折，岬湾交错，多港湾、岛屿；海上运输以境内二类开放口岸乳山口港（可停泊三千吨级货轮）为枢纽，北去烟台166海里，东去韩国仁川318公里、日本东京864海里。

## 气候
乳山市属暖温带东亚季风型大陆性气候，四季分明，海洋与季风影响重。全年平均气温摄氏12度，气候温和，岁无酷暑严寒，降水丰沛，光照充足。由于受到周围低山和海洋的调节，夏季清凉怡人，无潮湿闷热的暑气，是优良的避暑胜地；冬季则降雪较少，晴朗干燥。

## 历史
乳山地区历史悠久。
夏朝及之前，属嵎夷之地。《尚书·尧典》记载：分命羲仲，宅嵎夷，曰旸谷。寅宾出日，平秩东作。现今，乳山境内仍有岠嵎山等嵎字命名的山丘。
商周时期，是东夷、九夷之地。公元前567年，齐国征服莱国，将胶东半岛纳入版图。孔子（公元前552年-公元前479年）曾说过“欲居九夷”。
公元前221年，齐国为秦国所灭。秦国在齐国设立齐郡。
公元前206年（汉高祖元年），乳山境内初次正式设置育犁县，属青州东莱郡。
此后，乳山市在不同时期分别属于东莱郡、登州府、宁海州，与烟台市牟平区有着很深的历史联系。
日本僧人圆仁在其《入唐求法巡礼行记》（日记起自公元838年7月2日至公元848年1月23日）一文中，多次提及乳山并对乳山的风景做出了细致的描述。
【四月】二十六日 早朝，云雾微霁，望见乳山近在西方。风起东北，悬帆而行。巳时，到乳山西浦，泊舶停住。山岛相卫，如垣周围。其乳山之体：峻峰高颖，顶上如锋，山根自岭下而指六方。于澳西边亦有石山，岩峰并岭，高秀半天。东之与北虽有山边，而犹斜耳。
【五月】三日 风吹不变。从乳山西南海口悬帆进发。风途稍平。午时，风止。不久东风吹，回帆却归，到乳山泊口停宿。
【五月】二十五日 早朝，解缆，风止，不得进发。申时，新罗舶一只悬白帆从海口渡去，不久之顷，回帆入来。晚际，任流向乳山泊去。
【闰三月】十日 闻：“入新罗告哀兼予祭册立等副使试太子通事舍人赐绯鱼袋金简中、判官王朴等到当州牟平县南界乳山浦，上船过海。”
【六月】二十六日 到牢山南枡家庄。访金珍船：其船已往登州赤山浦讫。见留书云：“专在赤山相待。”即如此，不免向乳山趁逐彼船。
【六月】二十七日 修书，付崔家船报楚州刘总管讫。更雇船主王可昌船，望乳山去。
【七月】二十日 到乳山长淮浦。得见金珍等船，上船便发。
1993年7月17日，撤销乳山县，以原乳山县的行政区域设立乳山市，隶山东省辖，威海市代管。1989年12月18日，撤销下初乡，设立下初镇；撤销大孤山乡，设立大孤山镇；撤销白沙滩乡，设立白沙滩镇；撤销乳山寨乡，设立乳山寨镇；撤销诸往乡，设立诸往镇。1994年3月9日，撤销徐家乡、马石店乡，设立徐家镇、马石店镇；撤销石头圈乡，设立城北镇，人民政府驻地迁至石头圈村南一华里处。2001年，撤销马石店镇，所属区域并入崖子镇；撤销城北镇，所属区域并入夏村镇；由夏村镇划出24村设立城区街道办事处。

## 人口
根据(山东省)威海市第七次全国人口普查公报显示：乳山市常住人口为464078人。

## 经济
全市盛产小麦、花生、玉米、地瓜、大豆等作物。1997年，粮食总产达25.32万吨，花生总产达6.8万吨；果园面积达26万亩，年产量25万吨。柞蚕生产已有两千多年的历史，为中国丝绸生产发祥地之一。全市海岸线长185公里，15米等深线以内的浅海100万亩，盛产鱼、虾、贝等水产品100多种，年产量30万吨。矿产丰富，现已探明金、银、铜、铁等金属矿藏和大理石、花岗石、石墨、磷等非金属矿藏20多种，年黄金产量居全国县级市第6位。

## 沿革
民国时期，其地分属山东省牟平县和海阳县。
1941年抗日根据地初步建立，根据中国共产党组建抗日民主政权的精神，为了摆脱国民政府统治时期落后的区划和管理方式，决定以牟平海阳两县之间组成新行政区，取牟平海阳首字命名为牟海县，隶属山东省。在新成立的中共牟海县委员会领导下，牟海县参议员会议选举产生了牟海行政公署，由东海行政专员公署领导。
1942年反扫荡胜利、全县解放后，牟海行政公署更名为牟海县政府。
1945年抗战胜利后，牟海县更名为乳山县，以境内南部的大乳山命名。作为山东解放区的一部分，牟海县（乳山县）从成立伊始就没有受到国民政府的承认，国民政府山东省政府并未将其列入中华民国法定区划，其地应分属牟平县、海阳县。
1949年，乳山县政府更名为乳山县人民政府。
1950年，东海行政专员公署更名为文登行政专员公署，继续领导乳山县人民政府。
1956年，文登行政专员公署撤销，改由莱阳行政专员公署领导乳山县人民政府。
1958年，撤销乳山县，其地分属烟台市、海阳县、文登县。
1961年，恢复乳山县。
1962年，乳山县人民委员会成立，由烟台行政专员公署领导。
1967年，烟台行政专员公署、乳山县人民委员会被夺权，新成立的烟台地区革命委员会领导新成立的乳山县革命委员会。
1978年，烟台地区革命委员会改为烟台地区行政公署，继续领导新成立的乳山县人民政府。
1983年，烟台地区行政公署撤销，乳山县由山东省改隶烟台市。
1987年，乳山县由烟台市改隶威海市。
1993年，撤销乳山县，设立乳山市，隶属山东省，由威海市代管。

## 行政区划
乳山市下辖1个街道办事处、14个镇：
城区街道、夏村镇、乳山口镇、海阳所镇、白沙滩镇、大孤山镇、南黄镇、冯家镇、下初镇、午极镇、育黎镇、崖子镇、诸往镇、乳山寨镇和徐家镇。

## 交通
- 228国道、 308国道过境。
- 威青高速过境。
- 桃威铁路过境，设乳山站。
- 潍荣高速铁路过境，设乳山南站。

## 景点
- 银滩旅游度假区
- 小汤温泉
- 岠嵎山森林公园
- 万户村千年银杏
- 大乳山休闲旅游度假区
- 西北庄村稀世古藤
- 堕崮山旅游风景区
- 河滨公园
- 圣水宫风景区
- 马石山风景区
- 和尚洞
- 仙人桥